# Larissa Ramos
Larissa Ribeiro Ramos Tramontin (nascida em 4 de fevereiro de 1989) é uma brasileira detentora do título de concurso de beleza que venceu o Miss Terra Brasil 2009 e o Miss Terra 2009, tornando-se a segunda brasileira a ganhar o título.

## Miss Terra Brasil 2009
Representando o Estado do Amazonas, Ramos conquistou o título de Miss Terra Brasil 2009. Ela foi coroada por Tatiane Alves, Miss Terra Brasil 2008 e Miss Earth Fire 2008, em 28 de novembro de 2008, em Belo Horizonte, Minas Gerais, Brasil.
O concurso nacional Miss Terra Brasil 2009 foi disputado por 27 ganhadoras dos 26 estados brasileiros e do Distrito Federal. Ramos tinha 19 anos quando foi coroada Miss Terra Brasil 2009. Com 1,78 m de altura, ela representou seu país na 9ª edição do concurso Miss Terra.
A comitiva de Ramos como Miss Terra Brasil 2009 incluiu a Miss Brasil Terra Ar (primeira vice-campeã) Naiane Alves do estado do Pará; Miss Brasil Água da Terra (segunda colocada) Luana Athar que representou o estado de Rondônia; e Miss Brasil Earth Fire (terceira vice-campeã) Debora Lyra, do Espírito Santo.

## Miss Terra 2009

### Eventos preliminares
Em 7 de novembro de 2009, Ramos foi escolhida como uma das 15 finalistas do Concurso de Vestidos de Noite do Miss Terra 2009, no Subic Bay Yacht Club, Subic, Pampanga. Em 8 de novembro de 2009, ela foi novamente selecionada como uma das 15 finalistas no Concurso de Trajes de Banho, que foi realizado em The Lakeshore, na cidade do México, província de Pampanga.

### Competição final
Na competição final do concurso de beleza Miss Terra, Ramos foi anunciada como uma das dezesseis semifinalistas que avançaram para disputar o título em 22 de novembro de 2009. Ela alcançou uma das oito pontuações mais altas nas competições de trajes de banho e vestidos de noite, o que a colocou entre as oito finalistas para participar da rodada final do evento.
Ramos, com 20 anos de idade na época do evento, foi coroada Miss Terra 2009 durante a noite de coroação no Boracay Ecovillage Resort and Convention Center na Ilha de Boracay. Ela sucedeu a vencedora do Miss Terra 2008, Karla Henry, das Filipinas. A corte da vencedora do Miss Earth 2009 incluiu a filipina Sandra Seifert, 25 anos, que foi nomeada Miss Air (1ª vice-campeã), a venezuelana Jessica Barboza, 22 anos, foi aclamada Miss Water (2ª vice-campeã), e Alejandra Echevarria, 20 anos, da Espanha, obteve o título de Miss Fire (3ª vice-campeã). Com Ramos conquistando o título de Miss Terra 2009, o Brasil se torna o primeiro país a vencer duas vezes o concurso internacional de Miss Terra desde sua criação em 2001. A primeira vez foi em 2004 com Priscilla Meirelles.